# Алкиона (дочь Сфенела)
Алкиона — персонаж древнегреческой мифологии. 
Дочь Сфенела и Никиппы. Сестра Еврисфея. Аргосская жрица на три поколения ранее Троянской войны. Кентавр Гомад хотел её изнасиловать в Аркадии, но Геракл убил его.